# Anastasios Papazoglou
Anastasios 'Tasos' Papazoglou (Serres, unidad periférica de Serres, Macedonia Central, 24 de septiembre de 1988) es un exfutbolista griego que jugaba de defensa.

## Clubes
| Club                    | País       | Año       |
| ----------------------- | ---------- | --------- |
| Panserraikos            | Grecia     | 2006-2010 |
| Olympiacos F. C.        | Grecia     | 2010-2014 |
| → Panserraikos (cedido) | Grecia     | 2010-2011 |
| APOEL de Nicosia        | Chipre     | 2014-2015 |
| Xanthi F. C.            | Grecia     | 2015      |
| Panetolikos             | Grecia     | 2015-2017 |
| Apollon Smyrnis         | Grecia     | 2017-2018 |
| O. F. I. Creta          | Grecia     | 2018-2019 |
| Zira F. K.              | Azerbaiyán | 2019-2020 |
| Xanthi F. C.            | Grecia     | 2020-2022 |
| Panserraikos            | Grecia     | 2022-2023 |